# Оксисульфид лантана
Оксисульфид лантана — неорганическое соединение, оксосоль металла лантана и сероводородной кислоты, формулой La2O2S. При нормальных условиях представляет собой желтовато-белые гексагональные кристаллы с плотностью 5,77 г/см3.

## Получение
- Прокаливание сульфата лантана(III) в токе кислорода при 750 °С:

{\displaystyle {\mathsf {La_{2}(SO_{4})_{3}\ {\xrightarrow {O_{2},750^{o}C}}\ \ La_{2}O_{3}\cdot SO_{3}+2SO_{3}}}}
- Полученный продукт восстанавливают водородом при нагревании:

{\displaystyle {\mathsf {La_{2}O_{3}\cdot SO_{3}+4H_{2}\ {\xrightarrow {750^{o}C}}\ \ La_{2}O_{2}S+4H_{2}O}}}

## Свойства
- Оксисульфид лантана образует желтовато-белые тугоплавкие кристаллы гексагональной сингонии.
- Плавится при 1940 °С.